# 洛佐瓦 (特諾皮爾州)
49°36′39″N 25°40′13″E / 49.61083°N 25.67028°E
洛佐瓦（羅馬化：Lozova）是烏克蘭的村落，位於該國西部捷爾諾波爾州，由捷爾諾波爾區負責管轄，面積1.26平方公里，2016年人口656，人口密度每平方公里515.1人。